# Mk III The Final Concerts
Az 1996-ban megjelent MK III The Final Concerts a Deep Purple harmadik (Mk. III.) felállásának az 1975-ös európai Stormbringer turnén készült koncertalbuma. Ahogy a cím is jelzi, az Mk. III. felállás utolsó koncertjei voltak ezek – a turné végén Ritchie Blackmore kilépett az együttesből. A felvételek két koncerten készültek: a párizsi Palais des Sports-ban 1975. április 7-én (ténylegesen ez volt az utolsó koncertjük együtt) és Grazban április 3-4-én. A koncertek anyagából korábban már készült egy lemez, a Made in Europe, de eltérő számok szerepelnek a két kiadványon. Az USA kiadás a Archive Alive! címet kapta.
A teljes párizsi koncert megjelent Live in Paris 1975 címmel.

## Számok listája
A csillagozott számok a grazi koncerten készültek, a többi Párizsban.
CD 1
1. "Burn" *
2. "Stormbringer" *
3. "Gypsy"
4. "Lady Double Dealer"
5. "Mistreated"
6. "Smoke on the Water"
7. "You Fool No One"

CD 2
1. "Space Trucking"
2. "Going Down/Highway Star"
3. "Mistreated" *
4. "You Fool No One" *

## Előadók
- David Coverdale – ének
- Ritchie Blackmore – gitár
- Glenn Hughes – basszusgitár, ének
- Jon Lord – billentyűk
- Ian Paice – dob

A lemezt összeállították: Mike Howell és Simon Robinson